# 巴列德梅纳
巴列德梅纳，是西班牙卡斯蒂利亚-莱昂布尔戈斯省的一个市镇。总面积263平方公里，总人口3229人（2001年），人口密度12人/平方公里。